# Leptopsalis
Genre
Leptopsalis est un genre d'opilions cyphophthalmes de la famille des Stylocellidae.

## Distribution
Les espèces de ce genre se rencontrent en Asie du Sud-Est et en Nouvelle-Guinée.

## Liste des espèces
Selon World Catalogue of Opiliones (26 octobre 2024) :
- Leptopsalis beccarii Thorell, 1882
- Leptopsalis dumoga (Shear, 1993)
- Leptopsalis foveolata Clouse & Schwendinger, 2012
- Leptopsalis hillyardi (Shear, 1993)
- Leptopsalis javana Thorell, 1882
- Leptopsalis laevichelis (Roewer, 1942)
- Leptopsalis lydekkeri (Clouse & Giribet, 2007)
- Leptopsalis modesta (Hansen & Sørensen, 1904)
- Leptopsalis novaguinea (Clouse & Giribet, 2007)
- Leptopsalis pangrango (Shear, 1993)
- Leptopsalis ramblae (Giribet, 2002)
- Leptopsalis sedgwicki (Shear, 1979)
- Leptopsalis sulcata (Hansen & Sørensen, 1904)
- Leptopsalis tambusisi (Shear, 1993)
- Leptopsalis thorellii (Hansen & Sørensen, 1904)
- Leptopsalis weberii (Hansen & Sørensen, 1904)
- † Leptopsalis breyeri Bartel, Dunlop & Giribet, 2023

## Systématique et taxinomie
Ce genre a été décrit par Thorell en 1882 dans les Sironidae. Il est placé dans les Stylocellidae par Shear en 1980.

### Famille Stylocellidae
Selon World Catalogue of Opiliones (26 octobre 2024) :
- Fangensinae Clouse, 2012
  - Fangensis Rambla, 1994
  - Giribetia Clouse, 2012
- Leptopsalidinae Clouse, 2012
  - Leptopsalis Thorell, 1882
  - Miopsalis Thorell, 1890
- Stylocellinae Hansen & Sørensen, 1904
  - Meghalaya Giribet, Sharma & Bastawade, 2007
  - Stylocellus Westwood, 1874
- sous-famille indéterminée
  - † Mesopsalis Bartel, Dunlop & Giribet, 2023
  - † Palaeosiro Poinar, 2008
  - † Sirocellus Bartel, Dunlop & Giribet, 2023

## Publication originale
- Thorell, 1882 : « Descrizione di alcuni Aracnidi inferiori dell'Arcipelago Malese. » Annali del Museo Civico di Storia Naturale di Genova, vol. 18, p. 21-69 (texte intégral).